# Aquarius/Let the Sunshine In
Aquarius/Let the Sunshine In è un singolo del gruppo musicale statunitense The Fifth Dimension, pubblicato nel marzo 1969 ed estratto dall'album The Age of Aquarius.

## Descrizione
Aquarius/Let the Sunshine In è un medley composto dai due brani Aquarius e Let the Sunshine In, scritti da James Rado, Gerome Ragni e Galt MacDermot per il musical Hair, del quale il primo è divenuto il tema principale.
Il gruppo The Fifth Dimension scoprì il musical nel 1968, quando era già divenuto di successo, e, colpito dalle musiche, propose al produttore Bones Howe di realizzarne una propria versione. La prima parte è composta da un misto di soul e rock, mentre la seconda, di stile gospel, si basa sulla performance vocale di Billy Davis Jr.
Il singolo raggiunse la prima posizione nella Billboard Hot 100 per sei settimane e nella Canadian Singles Chart per tre settimane, la seconda in Germania e Finlandia, la terza in Australia e la quarta in Svizzera, vincendo il disco di platino, il Grammy Award alla registrazione dell'anno e il Grammy Award alla miglior interpretazione vocale di gruppo nel 1970, divenendo così il brano più conosciuto e rappresentativo del gruppo statunitense.
Sul lato B vi è inciso Don'tcha Hear Me Callin' To Ya, un brano di Rudy Stevenson che non faceva parte delle canzoni di Hair. I brani furono quindi inseriti nell'album The Age of Aquarius di The Fifth Dimension, pubblicato nel maggio del 1969.
Il singolo è stato pubblicato in 7" in numerosissime edizioni in tutto il mondo dalle etichette Soul City e Liberty dal 1969 al 1972. Nel 1988 è stato ristampato in CD, con differenti b-side, e nel 1994 ne sono stati pubblicati dei remix in 12" e CD, dato che nello stesso anno il brano Aquarius/Let the Sunshine In è stato incluso nella colonna sonora del film Forrest Gump
Le parti strumentali vennero create da Bill Holman ed eseguite da un gruppo di musicisti di studio conosciuti come  "The Wrecking Crew".

## Tracce
7" 1969
1. Medley: Aquarius/Let The Sunshine In (The Flesh Failures) – 4:49
2. Don'tcha Hear Me Callin' To Ya – 3:54

Durata totale: 8:43
CD 1988
1. Medley: Aquarius/Let The Sunshine In (The Flesh Failures) – 4:50
2. Stoned Soul Picnic – 3:26
3. Let It Be Me – 3:52

Durata totale: 12:08
12" 1994
1. Medley: Aquarius/Let The Sun Shine In (Sagittarius Mix) – 7:01
2. Medley: Aquarius/Let The Sun Shine In (LSD Flashback Mix) – 12:18
3. Medley: Aquarius/Let The Sun Shine In (House Of Hairy Krishnas Mix) – 6:44
4. Medley: Aquarius/Let The Sun Shine In (Sunshine Dub) – 8:43

Durata totale: 34:46
CD 1994
1. Medley: Aquarius/Let The Sun Shine In (Original 7") – 4:48
2. Medley: Aquarius/Let The Sun Shine In (7" Remix) – 4:02
3. Medley: Aquarius/Let The Sun Shine In (Sagittarius Mix) – 7:01
4. Medley: Aquarius/Let The Sun Shine In (Over The Edge Mix) – 7:00
5. Medley: Aquarius/Let The Sun Shine In (LSD Flashback Mix) – 12:18

Durata totale: 35:09
CD 1994
1. Medley: Aquarius/Let The Sun Shine In (7" Remix) – 4:02
2. Medley: Aquarius/Let The Sun Shine In (Original 7") – 4:48
3. Medley: Aquarius/Let The Sun Shine In (Sagittarius Mix) – 7:01
4. Medley: Aquarius/Let The Sun Shine In (Over The Edge Mix) – 7:00
5. Medley: Aquarius/Let The Sun Shine In (LSD Flashback Mix) – 12:18

Durata totale: 35:09

## Formazione
- Billy Davis Jr. - voce, coro
- Florence LaRue - coro
- Marilyn McCoo - coro
- Lamonte McLemore - coro
- Ron Townson - coro

## Classifiche

### Classifiche di tutti i tempi
| Classifica (1958-2021) | Posizione |
| ---------------------- | --------- |
| Stati Uniti            | 81        |

## Cover
Aquarius/Let the Sunshine In gode di numerose reinterpretazioni e cover strumentali eseguite da numerosi artisti, la maggior parte dei quali a ridosso dell'uscita del singolo nel 1969, tra cui: Diana Ross & The Supremes, Engelbert Humperdinck, Ray Conniff and The Singers, Giorgio Moroder, The Ventures, Dizzy Gillespie, ecc.